# Condormarca
Condormarca es una localidad peruana capital del Distrito de Condormarca en la Provincia de Bolívar de la Región La Libertad. Se ubica aproximadamente a unos 340 kilómetros al noreste de la ciudad de Trujillo.  